# Heinrich Schreiber
Pour les articles homonymes, voir Schreiber.
Heinrich Schreiber (dit Henricus Grammateus) est un mathématicien autrichien du XVIe siècle.

## Biographie
Né à Erfurt vers 1490, il étudie à Cracovie avant de s'inscrire à l'université de Vienne en 1507. Il y obtient le titre de bachelier en 1511 puis de maître en mathématiques en 1518. Chassé par l'épidémie de peste de 1521, il revient à Vienne en 1525. Il y enseigne les mathématiques et rédige des ouvrages d'arithmétique. Il est l'auteur en 1518 du premier traité de mathématiques et d'algèbre publié en langue allemande, sous le titre de Ayn New Kunstlich Buech, et plusieurs fois réédité ensuite. Il est aussi le premier mathématicien de langue allemande à avoir utilisé les signes + et – dans la rédaction des formules algébriques. La date de sa mort n'est pas connue.

## Sources
- (en) Karl Fink, Wooster Woodruff Beman et David Eugene Smith, A Brief History of Mathematics, Chicago-Londres, 1903, p. 308.
- (en) David Eugene Smith, History of Mathematics :General Survey of the History of Elementary Mathematics, Courier Dover Publications, 1958, tome 1, p. 329-330.
- Collectif Sciences de la Renaissance (Vrin, 1973), article d'August Buck (de) sur "L'école algébrique allemande", notice sur Henricus Grammateus p. 123.
- Ernest Stevelinck et Raymond de Roover (en), La Comptabilité à travers les âges : exposition à la Bibliothèque royale Albert 1er, Bruxelles, [3 octobre-8 novembre 1970], 1977, p. 4.